# Steven Blaisse
Steven Joseph (Steven) Blaisse (Amsterdam, 7 mei 1940 – Brummen, 20 april 2001) was een Nederlands roeier. Hij vertegenwoordigde Nederland tweemaal op de Olympische Spelen en won hierbij in totaal één medaille.

## Sportloopbaan
Hij begon met roeien in 1958 bij ASR Nereus in Amsterdam. Dat bleek het begin te zijn van zijn succesvolle sportcarrière. Blaisse was een man van de techniek, hij moest het niet van krachtroeien hebben. In 1960 maakt hij op 20-jarige leeftijd zijn olympisch debuut bij het roeien op de Olympische Spelen van Rome. Hij kwam met zijn roeipartner Ernst Veenemans uit op het onderdeel twee zonder stuurman. De roeiwedstrijden vonden plaats op het meer van Albano. De Nederlandse boot werd in de eliminaties vierde (7.26,52) en in de herkansing derde (7.21,70). Hiermee was het tweetal uitgeschakeld.
In 1961 boekte hij zijn eerste succes met Veenemans met het winnen van een bronzen medaille op de Europese kampioenschappen in Praag. Indertijd een medaille van mondiale allure, omdat er geen wereldkampioenschappen werden gehouden. Het jaar erop namen Blaisse, Veenemans, Sjoerd Wartena en Sipke Castelein deel aan de Varsity voor ASR Nereus, welke ze winnend afsloten.
In 1964 werd Blaisse, wederom met Veenemans, Europees kampioen op de Bosbaan. Later dat jaar op de Olympische Spelen van Tokio nam hij net als vier jaar eerder deel aan de twee zonder stuurman. De roeiwedstrijden vonden plaats op de roeibaan van Toda. Deze baan was reeds was aangelegd voor de geplande Olympische Spelen van 1940 in Tokio. Ditmaal ging het hun beter af. Ze wonnen de eerste series (7.21,03) en werden in de finale tweede in 7.33,40. De wedstrijd werd gewonnen door de Canadese roeiploeg, bestaande uit George Hungerford en Roger Jackson, die in 7.32,94 over de finish kwam.
In 1965 roeide hij nog een seizoen in de skiff. Tijdens zijn dienstplicht begon hij met coachen bij de Cadetten roei- en zeilvereniging Dudok van Heel. Later speurde Blaisse naar roeitalent, leidde jeugd op en motiveerde roeiers in Amsterdam te gaan wedstrijdroeien. Ook was hij actief in het bestuur van de oud-ledenvereniging van Nereus en behoorde hij een aantal jaar tot de technische adviescommissie van de roeibond.

## Maatschappelijke loopbaan
Hij studeerde rechtswetenschappen, werd meester in de rechten en ging werken als advocaat. 

## Privéleven
Steven Blaisse is de zoon van Nederlands hockey- en tennisspeelster Truid Blaisse-Terwindt (1917–2002). Zijn oom was olympisch schaatser Ben Blaisse. Hij overleed in 2001 op 60-jarige leeftijd.

## Titels
- Europees kampioen twee zonder stuurman - 1964

## Palmares

### roeien (twee zonder stuurman)
- 1960: herkansing OS in Rome - 7.42,15
- 1961:  EK in Praag
- 1964:  EK in Amsterdam - 6.42,55
- 1964:  OS in Tokio - 7.33,40

### roeien (vier met stuurman)
- 1962:  Varsity

Steven Blaisse · 
Ernst Veenemans
Steven Blaisse · 
Ernst Veenemans